# Nazo Tokhi
Nazo Tokhi (paschtunisch نازو توخۍ auch: Nāzo Anā * um 1651 in Spogmayiz, Provinz Kandahar; † um 1717) war eine afghanische Dichterin aus dem Volk der Paschtunen, sowie eine literarische Figur in der paschtunischen Literatur. Sie war die Mutter von Mir Wais Hotak und gilt als die mutigste weibliche Kriegerin in der Geschichte des Landes und Mutter der afghanischen Nation.

## Leben
Nazo Tokhi kam wahrscheinlich 1651 im Dorf Spozhmayiz Gul in der Nähe von Thazi in der Provinz Kandahar in einer mächtigen und reichen Familie auf die Welt. Ihr Vater Sultan Malakhai Tokhi war ein bekannter Anführer des Tokhi-Stamms und Gouverneur von Ghazni. Sie war verheiratet mit Salim Khan Hotak. Ihr gemeinsamer Sohn war Mir Wais Hotak und dessen Söhne Mir Mahmud Hotaki und Hussain Hotak ihre Enkel.
Sie lernte Gedichte zu schreiben, sie war eine höfliche, liebevolle und fürsorgliche Person, ihr Vater achtete darauf, dass sie ihre Bildung nicht vernachlässigte. Durch ihre Poesie und die Aufrechterhaltung des Paschtunwali gewann sie an Autorität, sie schlichtete Konflikte zwischen den paschtunischen Stämmen. Als ihr Vater in der Schlacht in der Nähe von dem Berg Sur getötet wurde, ging ihr Bruder in das Schlachtfeld, um den Tod des Vaters zu rächen. Daraufhin war sie für verantwortlich für die Festung, sie zog ein Schwert und verteidigte die Festung neben den weiteren Kämpfern.
Tokhi starb wahrscheinlich im Jahr 1717.

## Legende
Es wird angenommen, dass Nazo Ana einen besonderen Traum in der Nacht hatte, als ihr Sohn Mirwais Hotak geboren wurde: In der Nacht als Mirwais geboren wurde (1673), soll sie ein Gespräch mit Scheich Bait Nīkə gehabt haben, der als folkloristischer Führer oder Vorfahre der Bettani Konföderation der Paschtunen gilt. Er erzählte Nazo, dass sie ihm die beste Pflege ermöglichen soll und sich viel Zeit für das Baby nehmen soll, denn wenn es erwachsen ist, würde das Land von seinen Dienstleistungen gesegnet werden. Nazo Ana erinnerte sich von Zeit zu Zeit an den wundersamen Traum.